# دييغو كاريوكا
دييغو كاريوكا هو لاعب كرة قدم برازيلي في مركز الوسط، ولد في 6 فبراير 1998 في نيتيروي في البرازيل. لعب مع شاختيور سوليجورسك وغريميو بورتو أليغرينزي ونادي فيتيبسك.

## وصلات خارجية
- دييغو كاريوكا على موقع قاعدة بيانات كرة القدم.إي يو (الإنجليزية)
- دييغو كاريوكا على موقع Soccerway.com (الإنجليزية)
- دييغو كاريوكا على موقع عالم كرة القدم.نت (الإنجليزية)